# Georg Brodnitz
Georg Brodnitz (* 18. November 1876 in Berlin; † 4. Dezember 1941 im Ghetto Litzmannstadt) war ein deutscher Nationalökonom.
Der Sohn eines Fabrikbesitzers in Posen hatte nach dem Besuch des Königlichen Wilhelm-Gymnasiums in Berlin an den Universitäten Paris, Oxford, Berlin sowie Halle Rechts- und Staatswissenschaften studiert. 1900 wurde er zum Dr. iur an der Universität Leipzig und 1901 zum Dr. phil. an der Universität Halle promoviert. 1902 habilitierte er sich mit der Arbeit Bismarcks nationalökonomische Anschauungen bei Johannes Conrad. Eine Arbeit, in dem er versuchte aus Schriften und Reden Bismarcks Rückschlüsse auf dessen Einstellung zur ökonomischen Theorie im Allgemeinen sowie zur Handels-, Kolonial-, Finanz und Sozialpolitik im Besonderen zu ziehen. 1909 wurde ihm das Prädikat Professor verliehen. Ein Jahr später wurde er zum außerordentlichen Professor ohne Planstelle ernannt. Brodnitz war von 1910 bis 1918 Mitglied der Nationalliberalen Partei. Er leistete 1917/18 Kriegsdienst als volkswirtschaftlicher Sachverständiger im Reichsmarineamt. Mit seiner Englischen Wirtschaftsgeschichte wurde er 1918 bekannt. Eine Berufung auf einen Lehrstuhl blieb aber aus. 1927 erhielt er ein planmäßiges Extraordinat in Halle. Als Nachfolger von Karl Bücher gab er von 1924 bis 1934 die Zeitschrift für die gesamte Staatswissenschaft heraus. 1933 wurde er wegen seiner jüdischen Abstammung auf Grund des Berufsbeamtengesetzes aus dem Amt getrieben. Am 18. Oktober 1941 wurde er von Berlin in das Ghetto Litzmannstadt deportiert und dort ermordet.
Brodnitz veröffentlichte zahlreiche Aufsätze und Monografien zur Wirtschaftsgeschichtsschreibung und wurde bekannt als Herausgeber des noch immer bedeutenden, weltweit ersten mehrbändigen „Handbuchs der Wirtschaftsgeschichte“, das die Wirtschaftsgeschichte in verschiedenen Epochen und Staaten abhandelte. In seinen wirtschaftshistorischen Studien war sein Hauptarbeitschwerpunkt die englische Wirtschaftsgeschichte und deren Vergleich mit Entwicklungen in Deutschland.

## Schriften
Monografien
- Vergleichende Studien über Betriebsstatistik und Betriebsformen der englischen Textilindustrie. Kämpfe, Halle 1902.
- Bismarcks nationalökonomische Anschauungen (= Sammlung nationalökonomischer und statistischer Abhandlungen des Staatswissenschaftlichen Seminars zu Halle a.d. Saale. Bd. 31). Fischer, Jena 1902.

Herausgeberschaften
- Handbuch der Wirtschaftsgeschichte. Fischer, Jena 1918-.